# Gaius Quintius Severus
Gaius Quintius Severus war ein im 3. Jahrhundert n. Chr. lebender Angehöriger des römischen Ritterstandes (Eques).
Durch eine Weihinschrift, die bei Cappuck gefunden wurde und die auf 201/230 datiert wird, ist belegt, dass Severus Tribun der Cohors I Fida Vardullorum war, die zu diesem Zeitpunkt in der Provinz Britannia stationiert war. Er war in der Tribus Camilia eingeschrieben und stammte aus Ravenna.